# Kaldred
Kaldred – miasto w Danii, w regionie Zelandia, w gminie Kalundborg.